# 부산대학교 한의학전문대학원
부산대학교 한의학전문대학원(釜山大學校 漢醫學專門大學院, Pusan National University School of Korean Medicine)은 2008년 개원한 대한민국의 유일한 국립 한의학 전문대학원이다. 한의학 및 의학의 공동교육·연구, 한·양방 협진체계 구축을 통한 한의학의 과학화, 표준화로 의학발전 및 국민보건 향상에 기여하기 위하여 설립됐다. 학생정원은 50명이다. 4년 과정의 한의학과(45명)와 6년 과정의 복합학위과정(5명)으로 운영된다. 이와 별도로 한의학전문대학원에 '한의과학과'를 개설해 비의료 연구전문인력을 양성하고 있다.

## 역사

### 설립
국립 한의학전문대학원은 한의사협회 등에서 꾸준히 요구해 온 것으로 8.15 해방후 지금까지의 한의학계 숙원사업이었다. 노무현 정부 들어서 교육인적자원부와 보건복지부는 한의학의 과학화, 산업화, 세계화를 위하여 국립대에 한의학전문대학원을 설치하기로 하였다.
2006년 4월 21일 교육인적자원부는 “한의학의 과학화·표준화·세계화를 위해서는 연구중심대학원 체제가 필요하다고 보고, 국립대에 한의학전문대학원을 설치하는 방안을 보건복지부와 협의 중”이라고 말했다. 한편 보건복지부는 이날 오후 경희대 등 전국 11개 한의대학장들을 대상으로 전문대학원 전환에 대한 설명회를 열었다.
대한한의사협회가 2006년 서울대에 한의학대학원 설치를 요구했다가 서울대 의대가 반대하자 한양방 협진이 가능한 의대가 있는 9개 국립대(서울대 빼고)를 대상으로 공모를 하게 된다. 여기에는 6개 국립대학이 참여해 경쟁했다.
2006년 11월 15일 교육인적자원부는 국립한의전문대학원설치심사위원회(위원장 교육부 차관)를 열어 강원대, 경북대, 경상대, 부산대, 전남대, 충북대 등 전국 6개 대학이 유치 신청한 한의학전문대학원을 부산대에 두는 것으로 확정했다고 발표했다. 신청대학의 역량(25점), 설립의지 및 추진 용이성(25점), 설치계획의 타당성(40점), 대학과 지역발전에의 기여성(10점)을 기준으로 심사 결과 부산대는 한·양방 협진체제 구축과 교육연구, 한의학 과학화 등에서 다른 대학보다 우수한 것으로 평가됐다. 부산대는 또 신청대학 역량과 설립의지 및 추진용이성, 설치계획 타당성, 대학 및 지역발전 기여 등 전 부분에 걸쳐 비교적 고르게 높은 점수를 받은 것으로 나타났다.
교육부는 한의학전문대학원 설립 목적으로 한·양방 협진체제 구축과 교육 연구 등의 협력을 통해 한의학의 과학화와 산업화, 세계화를 앞당길 계획이다. 입학정원은 50명이다. 이는 입학정원이 80명 이상인 한의대, 즉 경희대, 대구한의대, 원광대, 대전대, 동국대 등 5개 사립한의과대학의 입학정원을 각 10%씩 줄여 이만큼 부산대 한의학전문대학원 입학정원으로 돌린 것이다.

### 연혁
- 2006년 11월 15일 국립 한의학전문대학원 설치대학으로 부산대학교 선정.[8]
- 2006년 12월 12일 한의학전문대학원 설립 추진기획단 구성.
- 2008년 2월 22일 한의학전문대학원 교사동 및 부속한방병원 기공식.
- 2008년 3월 1일 한의학전문대학원 개원 (부산캠퍼스 성학관)
- 2008년 3월 5일 한의학전문대학원 개원식 및 신입생 입학식.[9]
- 2008년 6월 10일 기초한의학을 5개부(인문사회의학부, 약물의학부, 응용의학부, 양생기능의학부, 경락구조의학부)로 편성
- 2008년 12월 10일 부산대학교 한의과학연구소 개소
- 2008년 12월 31일 한의학전문대학원 교사동 준공.
- 2009년 2월 4일 양산캠퍼스로 이전.
- 2009년 2월 12일 양산캠퍼스 준공식 (1단계)
- 2009년 3월 2일 한의과학과 신설 (석사, 박사과정 개설)
- 2009년 3월 11일 임상한의학을 1개부(임상의학부) 10개 세부전공(한방내과학, 침구학, 한방부인과학, 한방소아과학, 한방신경정신과학, 한방안이비인후․피부외과학, 한방재활의학, 사상체질의학, 진단생기능의학, 동서협진의학)으로 편성
- 2009년 6월 19일 한의약임상연구센터 기공식
- 2010년 1월 21일 부산대학교 한방병원 준공식
- 2010년 3월 12일 부산대학교 한방병원 진료개시
- 2010년 3월 24일 임상한의학 3개부(임상의학 1부, 임상의학 2부, 임상의학 3부)로 재편성
- 2010년 5월 1일 제2대 이원철 원장 연임
- 2010년 5월 19일 부산대학교 한방병원 개원식
- 2011년 10월 31일 2011학년도 임상실습진입식 및 한의계 최초 임상실습 3대 지침서 발간
- 2011년 11월 17일 한의약임상연구센터 개소식

## 교육편제
부산대학교 한의학전문대학원은 전문대학원 과정으로, 석·박사 과정을 모두 제공한다. 이중, 한의과학과는 석·박사 통합 과정을 제공하고 있다. 한의학과 박사 과정을 이수하기 위해서는, 부산대학교 대학원 한의학과 과정을 이수하여야 한다.

### 석사 학위
- 한의학과
- 한의과학과

### 박사 학위
- 한의과학과

## 같이 보기
- 부산대학교
- 한국한의학연구원
- 대한한의학회
- 대한한의사협회